# Дугаз, Азиз
Мохамед Азиз Дугаз (фр. Mohamed Aziz Dougaz, араб. محمد عزيز دوقاز‎; род. 26 марта 1997, Ла-Марса, Тунис) — тунисский профессиональный теннисист. Победитель одного турнира ATP Challenger в парном разряде и 37 турниров ITF (16 — в одиночном разряде); двукратный чемпион и призёр Африканских игр (2019, 2023); серебряный призёр Средиземноморских игр (2018).
С 2015 года Дугаз представляет Тунис на Кубке Дэвиса, где его рекорд W/L: 16—13.

## Общая информация
Родился 26 марта 1997 года в Ла-Марсе, в Тунисе.

## Спортивная карьера
В 2018—2024 годах стал победителем шестнадцати турниров ITF в одиночном разряде.
И в 2014—2023 годах стал победителем одного турнира ATP Challenger и двадцати одного турнира ITF в парном разряде.

### 2023
В середине апреля 2023 года, в Леон-де-лос-Альдама (Мексика) завоевал первый титул турнира ATP Challenger в парном разряде на León Open вместе с французом Антуаном Эскофье, в финале победив Максимильяна Нойкриста и Михаила Перволаракиса со счётом 7-6(7-5), 3-6, [10:5].

### 2025
В январе 2025 года прошёл квалификацию и выступил в основной сетке одиночного разряда Открытого чемпионата Австралии, где в первом круге соревнований проиграл японцу Ёсихито Нисиоке со счётом 6-3, 4-6, 6-7(3), 3-6.

## Итоговое место в рейтинге ATP по годам
| Год  | Одиночный рейтинг | Парный рейтинг |
| 2024 | 227               | 754            |
| 2023 | 231               | 422            |
| 2022 | 278               | 458            |
| 2021 | 331               | 387            |
| 2020 | 379               | 304            |
| 2019 | 442               | 264            |
| 2018 | 486               | 883            |
| 2017 | 798               | 634            |
| 2016 | 814               | 888            |
| 2015 | 933               | 1072           |
| 2014 | 1839              | 883            |